# Улица Жуковского (Санкт-Петербург)
У́лица Жуко́вского — улица в Центральном районе Санкт-Петербурга. Проходит от Литейного проспекта до Лиговского проспекта.

## История и название
Первоначально называлась Малой Итальянской улицей. Современное название улица получила в 1902 году в связи с 50-летием со дня смерти поэта Василия Андреевича Жуковского.
Проложена в 1760-х годах вдоль северной границы Итальянского сада (отсюда прежнее название). В первой половине XIX века застраивалась небольшими каменными домами, в конце XIX — начале XX века — доходными домами: дом 2 (угол с Литейным) (1877), архитектор Ф. И. Винтергальтер, дом 6 (1852, архитекторы Е. Е. Еремеев, А. И. Ланге), дом 12 (1 по улице Чехова), построенный в 1861 году архитектором Н. П. Гребёнкой. Дом 16 (9 по улице Маяковского) был построен в 1861—1863 годах архитектором Г. И. Карповым.

## Примечательные здания и сооружения
- Дом № 5 — доходный дом (1876, архитектор Н. А. Антипов).
- В доме № 6 жил Николай Александрович Добролюбов, там же родилась и провела своё детство Н. Н. Берберова. В доме 7 (кв. 35) проживала семья Бриков, какое-то время вместе с В. В. Маяковским, доме 10/2 — И. М. Сеченов, в доме 13 — декабрист А. О. Корнилович.
- Дом № 10  781610761420006 — в 1863—1870 годах здесь жил физиолог Иван Михайлович Сеченов.
- Дом № 14 (16 по улице Маяковского) — доходный дом. Построен в 1833 году по проекту архитектора В. Е. Моргана, перестроен им же в 1842 году. (Перестроен).
- Дом № 19 — дом Эммануила Юргенса, 1865, построен по собственному проекту архитектора[1]. В 2010 году здание оказалось в центре градостроительного скандала: его выкупила компания «Луксор», которая намеревалась снести особняк и на его месте построить гостиницу[2]. Здание признали аварийным исходя из заказной экспертизы, инвестор планировал оставить от оригинальной конструкции только стену лицевого фасада. Вице-губернатор Михаил Осеевский заявлял, что «наиболее рациональным решением является полная разборка здания»[3]. Активное противодействие градозащитников вынудило власти отозвать заключение об аварийности[4]. Летом 2017 года у здания сменился инвестор, новый проект реконструкции предполагал сохранение всего лицевого корпуса. По состоянию на 2020-й год, работы проведены не были[5].
- Дом № 20 — в доме жил вице-адмирал Леонтий Леонтьевич Эйлер (даты жизни : 19.05.1821 - 15.05.1893) с супругой  Софьей Ивановной, урожд. Меллер-Закомельской (18.09.1826 - 05.10.1903). Леонтий Леонтьевич с 1858 по 1884 гг. командовал императорской пароходной яхтой "Александрия". Сохранился его портрет. Леонтий Леонтьевич - потомок математика Леонарда Эйлера. Софья Леонтьевна - потомок генерала-аншефа артиллерии барона Ивана Ивановича Меллера-Закомельского. Они являются пра-прадедом и пра-прабабушкой прозаиков А. и Д. Шестаковых. (М. В. Шестакова. Минувшее и вечное. СПб.: Русь, 2007. С. 47 - 54).
- Дом № 21 — до революции редакция, главная контора, экспедиция и типография кадетской газеты «Речь».
- Дом № 28 (12 по улице Восстания) — на этом месте находился доходный дом, построенный в 1834 году по проекту В. Е. Моргана. Перестроен.
- Дом № 31 — доходный дом С. М. Дейчмана (1908, архитектор Н. Д. Каценеленбоген)[6].
- Дом № 43—45 — доходный дом, правая часть построена в 1909 году по проекту И. А. Претро.
- Дом № 53 (19 по улице Восстания) — доходный дом П. Т. Бадаева, построен в 1904—1906 годах. Заказ на работу получил архитектор Василий Косяков, старший из трёх братьев и наиболее опытный на тот момент зодчий. Он привлёк к работе младшего брата Георгия Косякова и художника Никаза Подбереского) — вместе они создали эскизы для декоративных элементов в интерьерах и на фасаде. Предположительно, проектом здания также занимался третий из братьев, гражданский инженер Владимир Косяков. Угол дома украшает щипец с барельефом, на котором изображена крылатая женская фигура, прозванная горожанами «печальным ангелом». На эркерах есть небольшие красочные майоликовые вставки, выполненные художником П. К. Ваулиным[7].
- Дом № 57 — доходный дом (1901, архитектор Н. И. Полешко).
- Дом № 59 — Дом А. А. Хабловской. Анна Александровна Хабловская приобрела здание 7 сентября 1905 года у купца 2-й гильдии Сидора Яковлевича Богданова. В конце 1890-х годов в доме находились 8-е Литейное мужское начальное училище и училище № 13 для женщин. По заказу Хабловской в 1909—1911 лицевой дом был перестроен под руководством архитектора А. В. Кенеля[8][9].
- Дом № 61 — особняк Ефросинии Петровны Бильбасовой (1859, архитектор А. А. Бравура). Бильбасовых разорил дорогой проект постройки и дом был выставлен на аукцион, в 1870 году его выкупил надворный советник Павел Григорьевич Сватковский. В дальнейшем сменилось ещё несколько владельцев, в 1904 году здание купила вдова генерал-лейтенанта Ольга Васильевна Коршилова. По её заказу в 1911 году архитектор В. Д. Данилов частично перестроил здание и переоформил фасад[8].
- Дом № 59—61 включен в реестр объектов культурного наследия. В 1910—1915 годах в доме находилось правление Ачинск-Минусинской железной дороги, перед революцией — благотворительный Романовский комитет. В советское время в здании размещалась общеобразовательная школа, в настоящее время — социальные учреждения[10].
- Дом № 63 (21 по Лиговскому проспекту) был построен архитектором П. И. Гилёвым в 1894 году.

С 1930 года по 2000 год на участке улицы от Литейного проспекта до улицы Восстания по улице осуществлялось трамвайное движение. Годом позже закрыли последний действующий трамвайный участок от улицы Восстания до Лиговского проспекта, таким образом окончательно ликвидировав трамвайное движение на улице.

## Пересечения
Улица Жуковского пересекает или граничит со следующими площадями, проспектами и улицами:
- Литейный проспект;
- улица Чехова;
- улица Маяковского;
- улица Восстания;
- улица Радищева;
- Лиговский проспект;
- Греческая площадь.